# Tradmühle
Tradmühle war ein Ortsteil der oberpfälzer Gemeinde Oberlind im Bezirksamt Vohenstrauß, dem späteren Landkreis Vohenstrauß.
Tradmühle gehört heute zum Gemeindeteil Oberlind der Stadt Vohenstrauß und liegt am Tradmühlweg im Tal des Leraubachs.

## Geschichte
Durch das Gemeindeedikt von 1818 wurde Tradmühle ein Ortsteil der Gemeinde Oberlind. In der Uraufnahme aus der Zeit 1808 bis 1864 erkennt man einen etwa 600 Meter langen Werkkanal der Mühle, der im Nordosten von Unterlind vom Leraubach abzweigt und etwa hundert Meter nach der Mühle wieder mündet. 1871 hatte die Einöde fünf Einwohner und gehörte zur katholischen Pfarrei Vohenstrauß und dem Sprengel der einen halben Kilometer entfernt liegenden Schule in Oberlind. In den Amtlichen Ortsverzeichnisse für Bayern wird die Tradmühle letztmals 1885 genannt. Damals hatte sie sechs Einwohner und ein Wohngebäude.